# Sonokidul
Sonokidul is een bestuurslaag in het regentschap Blora van de provincie Midden-Java, Indonesië. Sonokidul telt 2403 inwoners (volkstelling 2010).